# Piastowo (Kowale Oleckie)
Piastowo (vor 2005 polnisch Stachowięta, deutsch Friedrichshof) ist ein kleiner Ort in der polnischen Woiwodschaft Ermland-Masuren, der zur Landgemeinde Kowale Oleckie (Kowahlen, 1938 bis 1945 Reimannswalde) im Powiat Olecki (Kreis Oletzko, 1933 bis 1945 Kreis Treuburg) gehört.

## Geographische Lage
Piastowo liegt im Nordosten der Woiwodschaft Ermland-Masuren, im Südosten der Seesker Höhe (polnisch Wzgórza Szeskie). Die einstige Kreisstadt Goldap (polnisch Gołdap) befindet sich 14 Kilometer nordwestlich, die heutige Kreismetropole Olecko (Marggrabowa, 1928 bis 1945 Treuburg) 18 Kilometer südöstlich.

## Geschichte
Vor 1945 war das damalige Friedrichshof ein Vorwerk und gehörte zur Landgemeinde Pogorzellen (1906 bis 1945: Hegelingen, polnisch Pogorzel). Diese war bis 1945 ein Teil des Amtsbezirks Gurnen im Kreis Goldap im Regierungsbezirk Gumbinnen der preußischen Provinz Ostpreußen.
Im Jahre 1945 kam Friedrichshof in Kriegsfolge mit dem südlichen Ostpreußen zu Polen und wurde zunächst „Stachowięta“, später „Piastowo“ genannt. Der kleine Ort gehört jetzt zum Schulzenamt (polnisch Sołectwo) Dorsze (Dorschen) innerhalb der Landgemeinde Kowale Oleckie, wobei er den einstigen Kreis Goldap  in den Powiat Olecki „tauschte“. Bis 1998 zur Woiwodschaft Suwałki zugehörig, ist er jetzt in die Woiwodschaft Ermland-Masuren eingegliedert.

## Kirche
Friedrichshof war bis 1945 in das evangelische Kirchspiel Gurnen (polnisch Górne) im Kirchenkreis Goldap innerhalb der Kirchenprovinz Ostpreußen der Kirche der Altpreußischen Union eingepfarrt. Die zuständige katholische Pfarrkirche stand in Goldap, damals zum Bistum Ermland gehörig. 
Heute ist Piastowo der neu errichteten  Pfarrei Kowale Oleckie zugeordnet – im neu gebildeten Bistum Ełk (Lyck) der Katholischen Kirche in Polen. Die evangelischen Kirchenglieder gehören jetzt nach Gołdap zu einer Filialgemeinde der Pfarrei Suwałki in der Diözese Masuren der Evangelisch-Augsburgischen Kirche in Polen.

## Verkehr
Piastowo liegt nahe eine Nebenstraße, die von der polnischen Landesstraße DK 65 (ehemalige deutsche Reichsstraße 132) über die Seesker Höhe zur Woiwodschaftsstraße 650 (Reichsstraße 136) führt und dabei Pogorzel (Pogorzellen, 1906 bis 1945 Hegelingen) mit Nasuty (Nossuten) und Grabowo (Grabowen, 1938 bis 1945 Arnswald) verbindet. Bis 1993 bestand über Pogorzel Anschluss an die Bahnstrecke Ełk–Tschernjachowsk (Lyck–Insterburg), die nicht mehr für Personenverkehr betrieben wird.